# Susan George (politòloga)
Susan George (Akron, 29 de juny de 1934) és una politòloga i intel·lectual francesa d'origen estatunidenc.
És directora associada del Transnational Institute amb seu a Amsterdam, presidenta de l'Observatori de la mundialització amb seu a París i vicepresidenta de la secció francesa de l'organització Attac.
Va ser una de les persones que va coordinar la campanya del conjunt de moviments socials francesos contra l'Acord Multilateral d'Inversions (AMI) i per a la reforma de l'Organització Mundial del Comerç.
Molt compromesa amb les lluites internacionals i amb el moviment altermundista, ha publicat diversos llibres per difondre les seves idees, entre els quals destaca especialment Informe Lugano (2000) on s'analitza, des de la perspectiva de l'autora, cap on es podria encaminar el món en els propers anys si continua regit pel neoliberalisme. El llibre ha estat traduït a nombroses llengües i ha estat un èxit absolut de vendes en l'àmbit de l'assaig.
El 2017 va signar el manifest Let Catalans Vote fent evident el seu suport al dret a decidir per mitjà del referèndum sobre la independència de Catalunya.

## Obra
- Comment meurt l'autre moitié du monde (1978)
- L'effet boomerang (1992)
- La mundialització liberal (conjuntament amb Martin Wolf, 2002)
- Un altre món és possible si... (2004)
- Nous pobles d'Europa (2005)
- Informe Lugano II (2013)
- Los usurpadores (2015)